# Eubrachycercus
Eubrachycercus is een geslacht van spinnen uit de familie Barychelidae.

## Soorten
Het geslacht kent de volgende soorten:
- Eubrachycercus smithi Pocock, 1897